# Loxandrus mandibularis
Loxandrus mandibularis är en skalbaggsart som beskrevs av Thomas Casey. Loxandrus mandibularis ingår i släktet Loxandrus och familjen jordlöpare. Inga underarter finns listade i Catalogue of Life.